# Chasmia lineata
Chasmia lineata är en tvåvingeart som beskrevs av M. Josephine Mackerras 1971. Chasmia lineata ingår i släktet Chasmia och familjen bromsar. Inga underarter finns listade i Catalogue of Life.